# Sándor Galimberti
Dans le nom hongrois Galimberti Sándor, le nom de famille précède le prénom, mais cet article utilise l’ordre habituel en français Sándor Galimberti, où le prénom précède le nom.

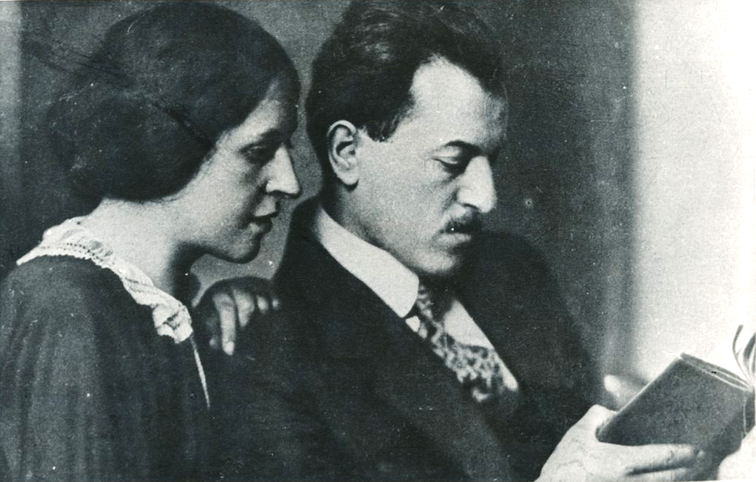
Valéria Dénes und Sándor Galimberti

Sándor Galimberti, né le 31 mai 1883 à Kaposvár et mort le 20 juillet 1915 à Budapest, est un peintre hongrois.

## Biographie

### Origines et débuts
Sándor Galimberti est issu d'une famille d'origine italienne installée à Kaposvár. Son père, Luigi Galimberti, était un Italien de Trieste. Établi un temps à Venise où il étudie à l'Académie de peinture, il part ensuite pour la Hongrie en raison d'une affaire d'héritage familial. Bien qu'il abandonne peu à peu sa carrière d'artiste, il transmet son savoir-faire à Sándor, qui est son neuvième enfant. Celui-ci effectue toute sa scolarité à Kaposvár et s'installe pendant deux ans à Budapest, afin d'étudier à l'école d'arts appliqués de la capitale. À partir de 1903, il commence à se rendre régulièrement à Nagybánya, où vit une colonie de peintres hongrois. Alors qu'il connaissait déjà József Rippl-Rónai par son père, il rencontre là-bas d'autres peintres de premier plan, tels István Réti (qui devient son maître) ou encore Károly Ferenczy. Il effectue ensuite des études à l'Académie de peinture de Munich puis à l'école de Simon Hollósy. Il se rend pour la première fois de sa vie à Paris en 1905, où il devient élève à l'Académie Julian.

## Galerie photographique

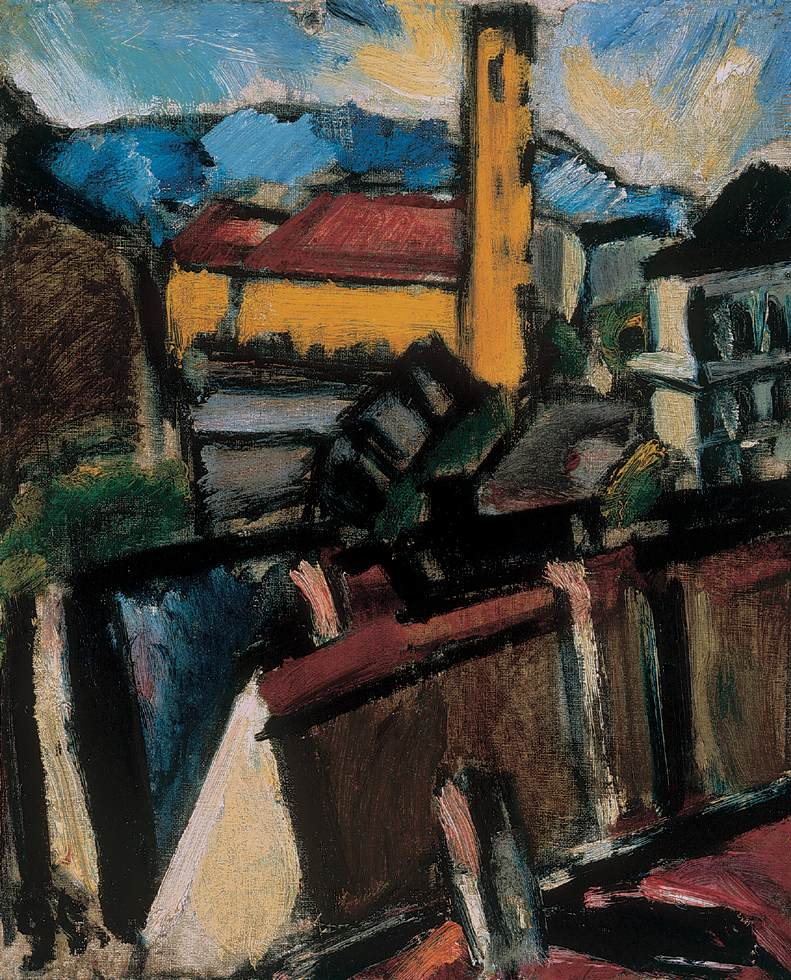
Óbudai részlet (« Vue sur Óbuda »), 1911
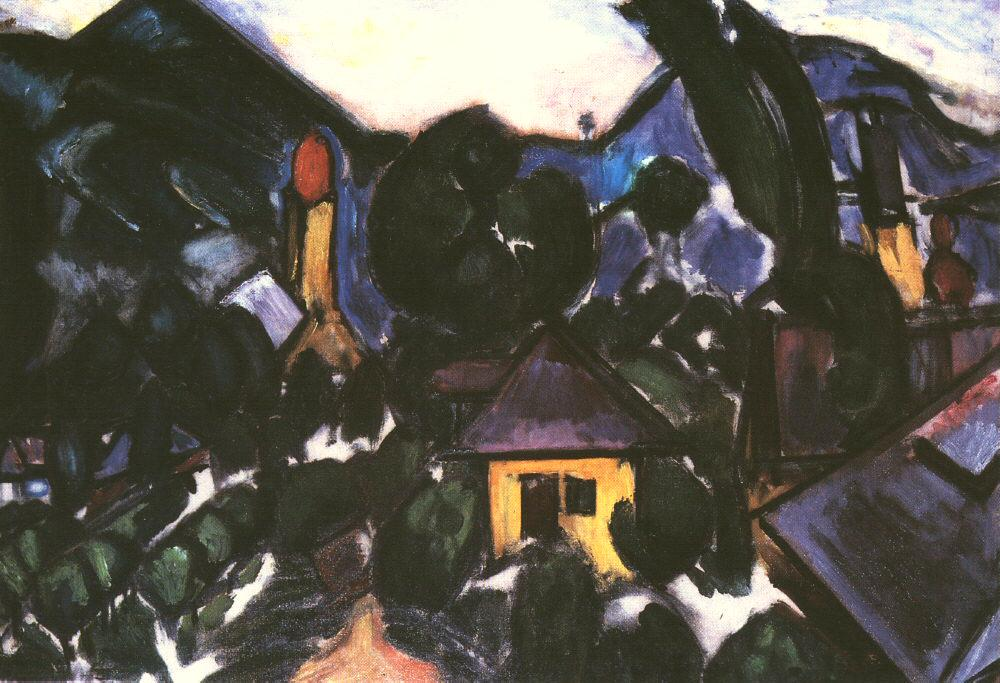
Nagybányai motívumok (« Motifs de Nagybánya »), 1911
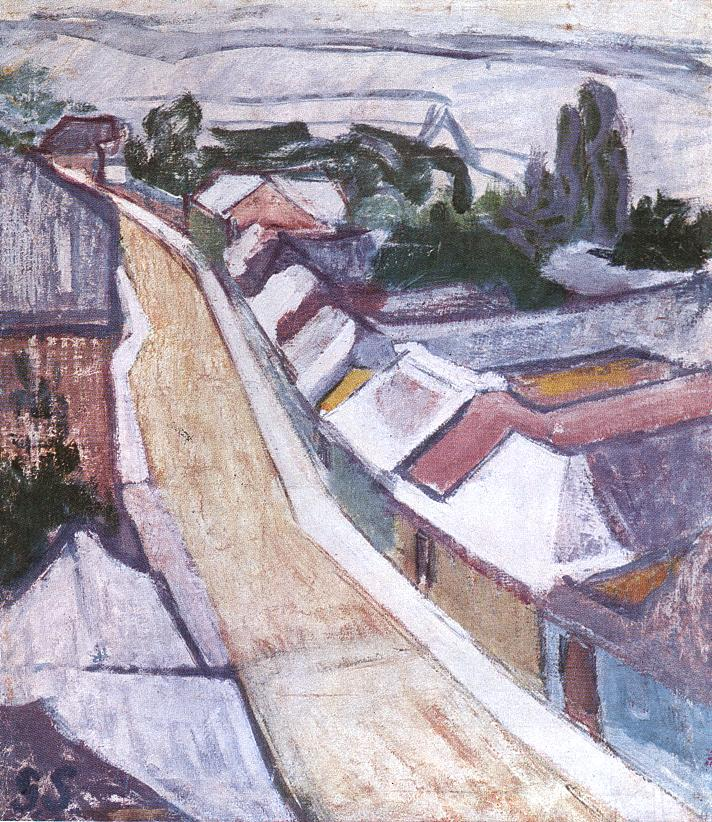
Háztetők (« Toits »), 1908-1910
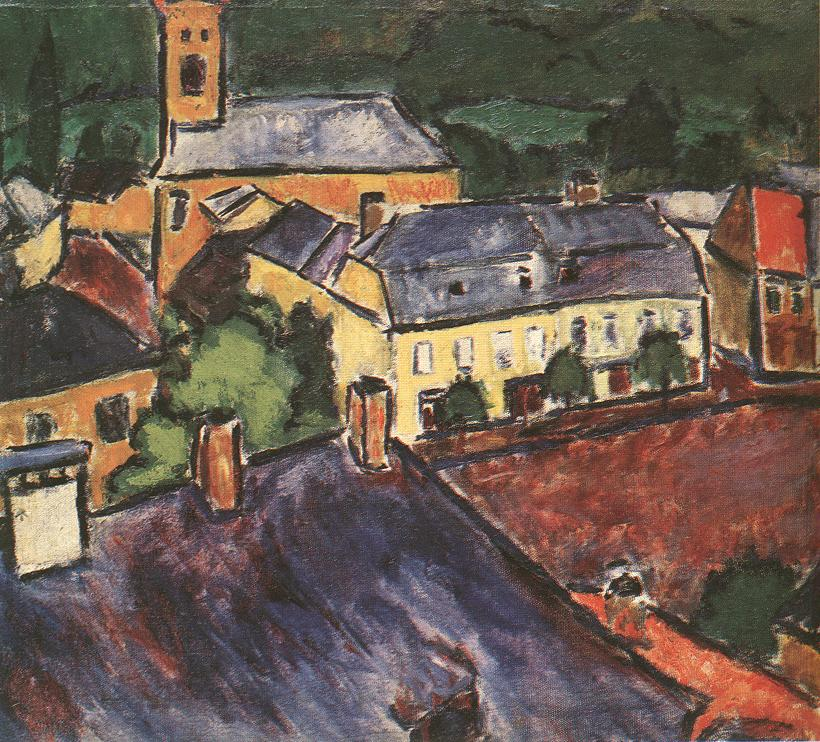
Nagybánya, c. 1910
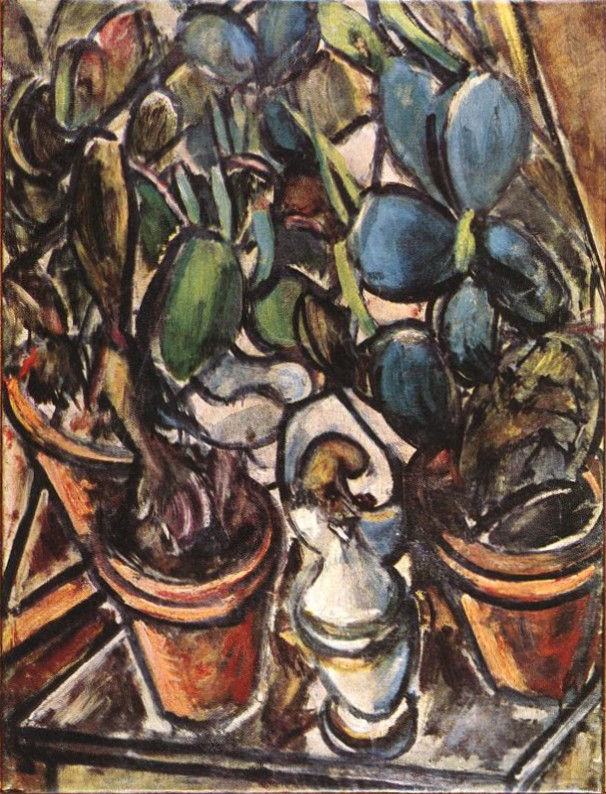
Csendélet kaktusszal (« Nature morte avec cactus »), c. 1910
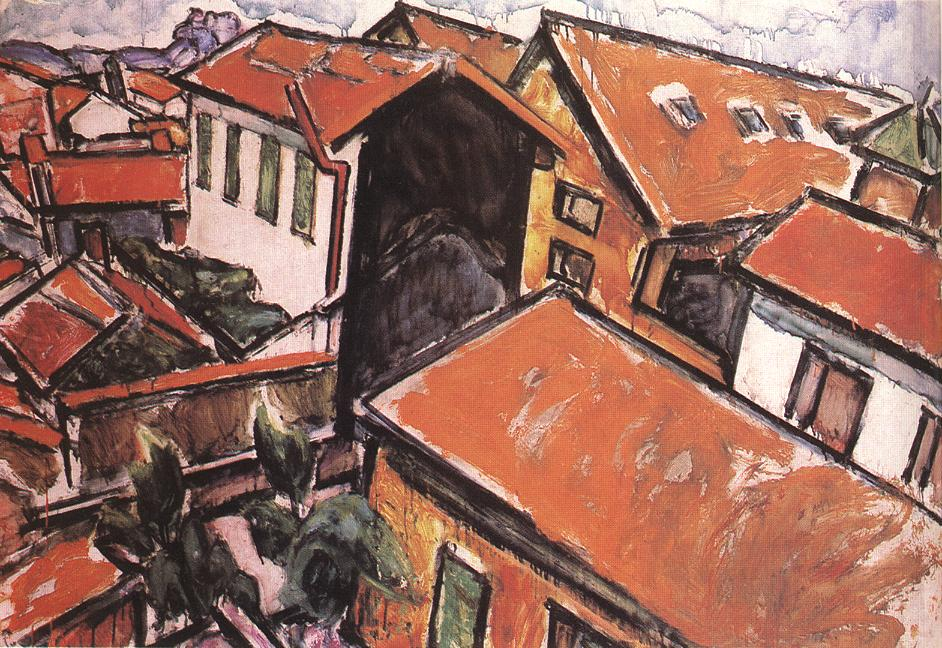
Saint-Raphaël (« Saint-Raphaël »), 1912
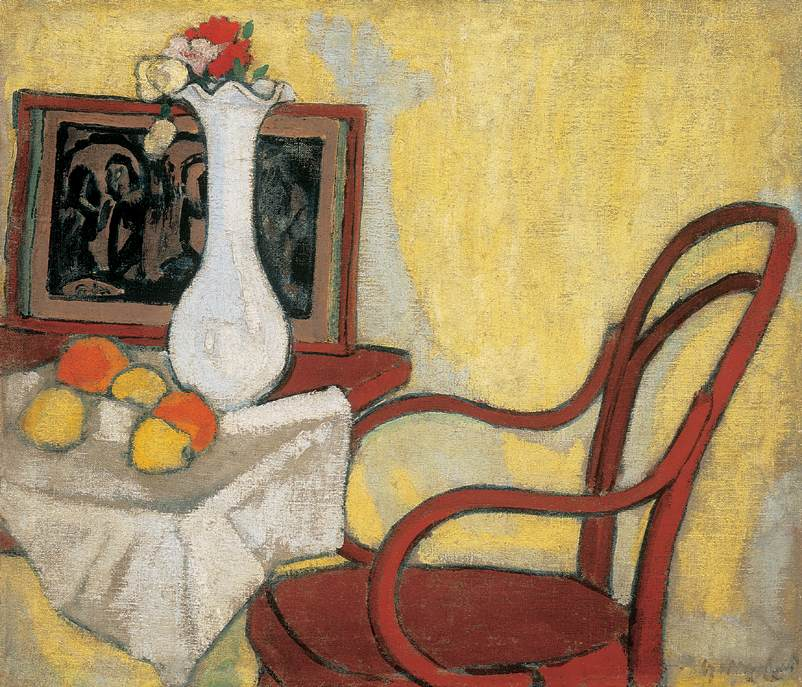
Enteriőr Thonet-székkel (« Intérieur avec une chaise-Thonet »), c. 1908
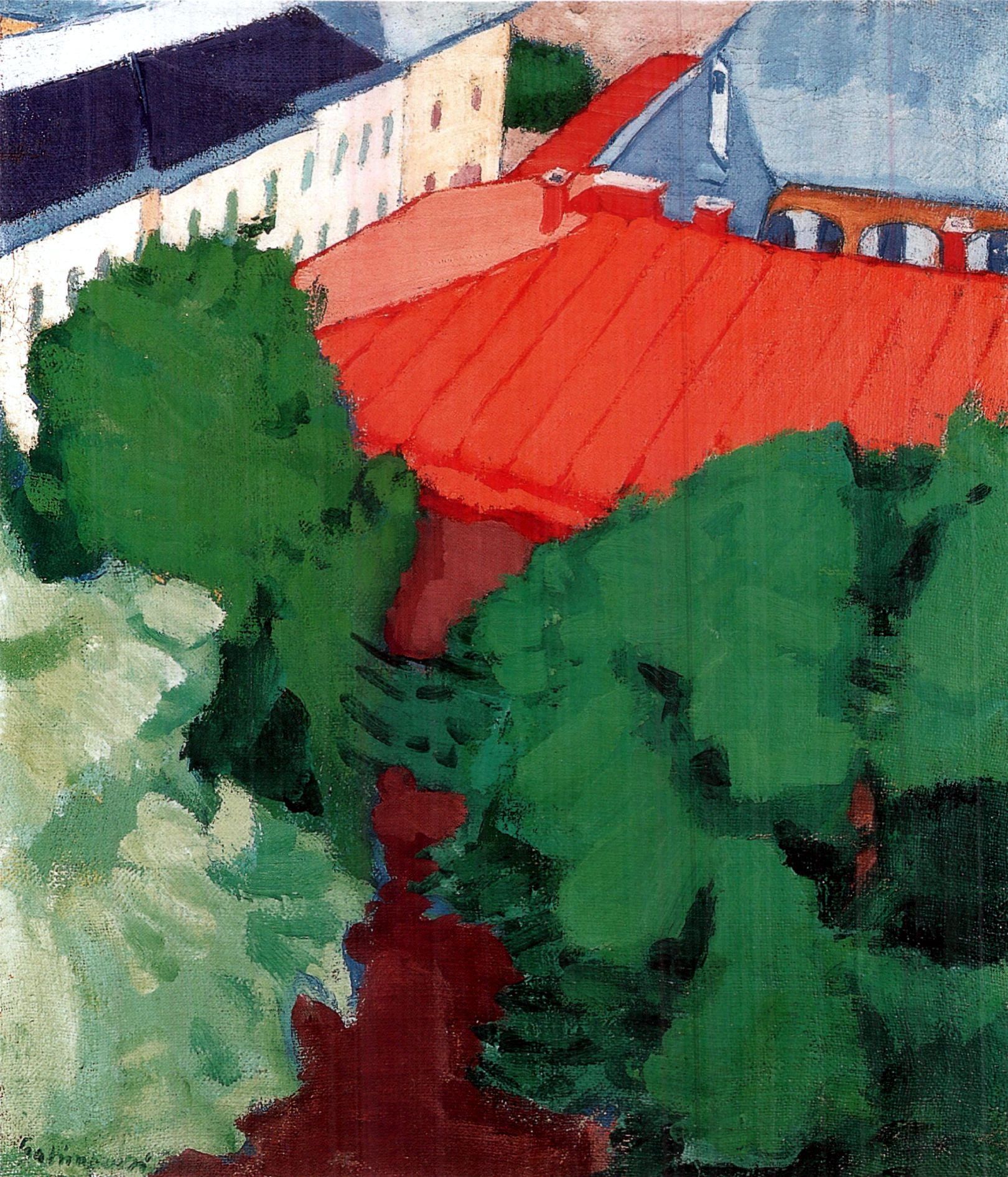
Nagybányai utcarészlet (« Vue sur une rue de Nagybánya »), 1906-1907